# Серый ушан
Серый ушан (лат. Plecotus austriacus) — один из видов рода ушанов из семейства обыкновенных летучих мышей (Vespertillionidae). Имеет характерного вида уши. Охотится над лесами, часто — днём, в основном на молей. Очень похож на обыкновенного ушана, и был выделен в отдельный вид лишь в 1960-х. Обитает по всей Евразии и Северной Африке в пещерах, высоких тропических цветах, старых птичьих гнездах, под камнями, в туннелях, трещинах и старых зданиях. Обычно каждый год возвращается на одно и то же место ночевки.

## Описание
Имеет серый мех и более крупную морду, чем бурого ушана. Размах крыльев составляет 35–52 мм. При длине 45–70 мм длина ушей составляет около 40 мм. Во время спячки уши сложены и заправлены под крылья.

## Размножение
Для серых ушанов характерно отсроченное оплодотворение — они спариваются осенью, а овуляция и оплодотворение происходят следующей весной. Самки рожают раз в год в начале лета. Самцы достигают половой зрелости в 1–2 года, самки — в 2–3 года. Средняя продолжительность жизни составляет 15 лет.

## Эхолокация
Эхолокационные сигналы низкой интенсивности в диапазоне 18—45 кГц, с максимальной амплитудой около 28 кГц, продолжительность — около 5,8 мс.